# Misery (마룬 5의 노래)
"Misery"(〈미저리〉)는 미국의 팝 록 밴드 마룬 5의 세 번째 정규 음반 Hands All Over의 첫 번째 싱글이다.

## 라이브 공연
2012년 9월 21일에는 《레이트 쇼 위드 데이비드 레터맨》에서,9월 28일에는 《지미 키멀 라이브!》에서 공연하였다.

## 뮤직 비디오
애덤 리바인의 당시 여자 친구였던 모델 앤 비알리치나가 출연하였다.

## 수상 실적
53회 그래미 어워드 Best Pop Performance by a Duo or Group with Vocal 부문에 노미네이트되었다.

## 커버 버전
- 미국의 드라마 글리의 대런 크리스가 Warbler로서 커버하였다.

## 수록곡
스탠다드 아이튠즈 버전
1. "Misery" 3:36

2트랙 미국 월마트 독점 CD 싱글 B0014756-32
1. "Misery" 3:27
2. "Through With You (라이브)" (2009년 11월 Jim Ebdon 녹음 및 믹스) 3:20

Hands All Over (Independent Record Store Exclusive) CD 앨범
1. "Misery" (Diplo Put Me Out of my Misery Mix) 4:26
2. "Misery" (The Elements Remix) 3:31

공식 리믹스
1. "Misery" (Bimbo Jones Club Mix) 6:48
2. "Misery" (Bimbo Jones Radio Edit) 2:58
3. "Misery" (Bimbo Jones Dub Mix) 7:24
4. "Misery" (Cutmore Got Da Funk Mix) 5:42
5. "Misery" (Cutmore Radio Edit) 3:38
6. "Misery" (Dylan Dresdow Elements remix) 3:31

## 차트 성적
| 차트 (2010년)                              | 순위 |
| ------------------------------------------ | ---- |
| 오스트레일리아 (ARIA)                      | 39   |
| 오스트리아 (Ö3 오스트리아 탑 40)           | 28   |
| 벨기에 (울트라팁 플랑드르)                 | 2    |
| 벨기에 (울트라탑 50 왈로니아)              | 30   |
| 캐나다 (캐나디안 핫 100)                   | 13   |
| 덴마크 (트랙리슨)                          | 28   |
| 프랑스 (SNEP) 다운로드 차트                | 14   |
| 독일 (미디어 컨트롤 AG)                    | 30   |
| 헝가리 (라디오 탑 40)                      | 4    |
| 아일랜드 (IRMA)                            |      |
| 이스라엘 (미디어 포레스트)                 | 6    |
| 이탈리아 (FIMI)                            | 19   |
| 일본 (재팬 핫 100)                         | 4    |
| 대한민국 (가온 차트)                       | 4    |
| 네덜란드 (네덜란드스 탑 40)                | 10   |
| 뉴질랜드 (레코드 뮤직 NZ)                  | 38   |
| Spanish Airplay Chart                      | 20   |
| 스위스 (슈바이처 히트파라데)               | 32   |
| 영국 싱글 (오피셜 차트 컴퍼니)             | 30   |
| 미국 빌보드 핫 100                         | 14   |
| 미국 어덜트 탑 40 (빌보드)                 | 1    |
| 미국 어덜트 컨템포러리 (빌보드)            | 9    |
| 미국 팝 송 (빌보드)                        | 8    |
| 미국 핫 댄스 클럽 송 (빌보드)              | 5    |
| Venezuela Pop Rock General (Record Report) | 1    |

### 연말 차트
| 차트 (2010년)          | 성적 |
| ---------------------- | ---- |
| 캐나다 핫 100          | 70   |
| 헝가리 에어플레이 차트 | 30   |
| 일본 Top 100           | 19   |
| 미국 빌보드 핫 100     | 62   |
|                        |      |
| 차트 (2011년)          | 성적 |
| 헝가리 에어플레이 차트 | 37   |

## 발매일
| 지역           | 발매일          | 포맷                     |
| -------------- | --------------- | ------------------------ |
| 미국           | 2010년 6월 22일 | 디지털 다운로드          |
| 미국           | 2010년 6월 29일 | 메인스트림 라디오        |
| 오스트레일리아 | 2010년 6월 22일 | 디지털 다운로드          |
| 프랑스         | 2010년 6월 23일 | 디지털 다운로드          |
| 영국           | 2010년 9월 1일  | CD 싱글, 디지털 다운로드 |